# Alain Dupontreue
Alain Dupontreue, né le 26 janvier 1948 à Puteaux  est un coureur cycliste français, spécialiste du demi-fond.

## Palmarès sur piste

### Championnats du monde
- 1975
  - 4e du demi-fond

### Championnats nationaux
- Champion de France de demi-fond amateurs, 1970, 1971, 1972 et 1973
- Champion de France de demi-fond professionnels, 1974, 1976, 1977 et 1978, 2e en 1975.

### Six Jours
- Six Jours de Charleroi en 1969 (avec Christian Brasseur[1]).
- Six Jours de Grenoble en 1970 (avec Daniel Morelon[1]).
- 2e des Six Jours de l’Avenir, Zurich, 1969 (avec Gérard Moneyron[1]).

### Records
- Recordman de l'heure derrière derny amateur avec 55km808 dans l'heure

## Palmarès sur route
- 1965
  - Paris-Berchères